# 醫療中心站
醫療中心站（日语：／ Iryo Sentā eki */?）位於兵庫縣神戶市中央區港島南町一丁目，是神戶新交通港灣人工島線的鐵路車站。副站名為市民醫院前。車站編號為P07。

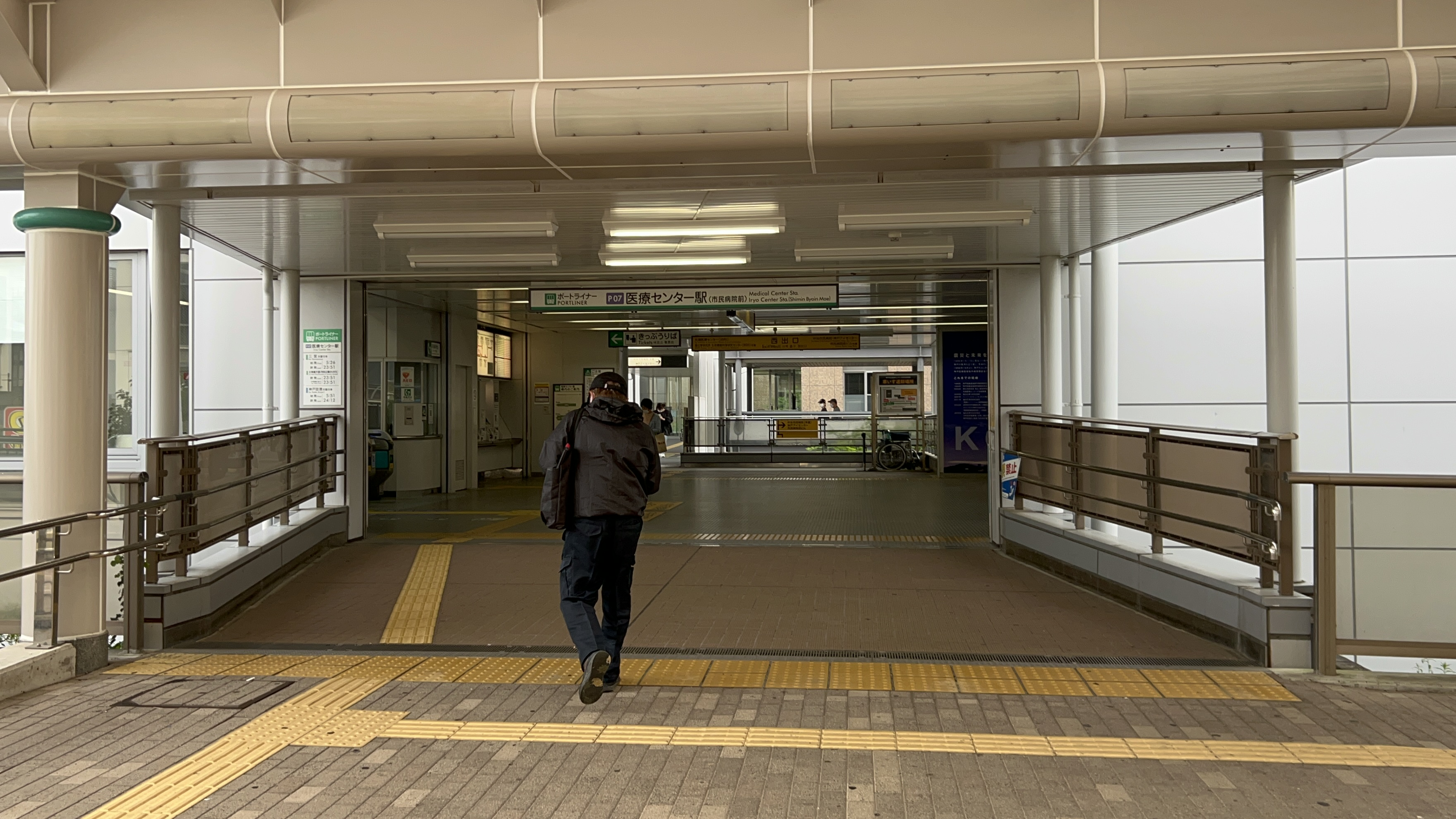
東出入口（2024年4月）

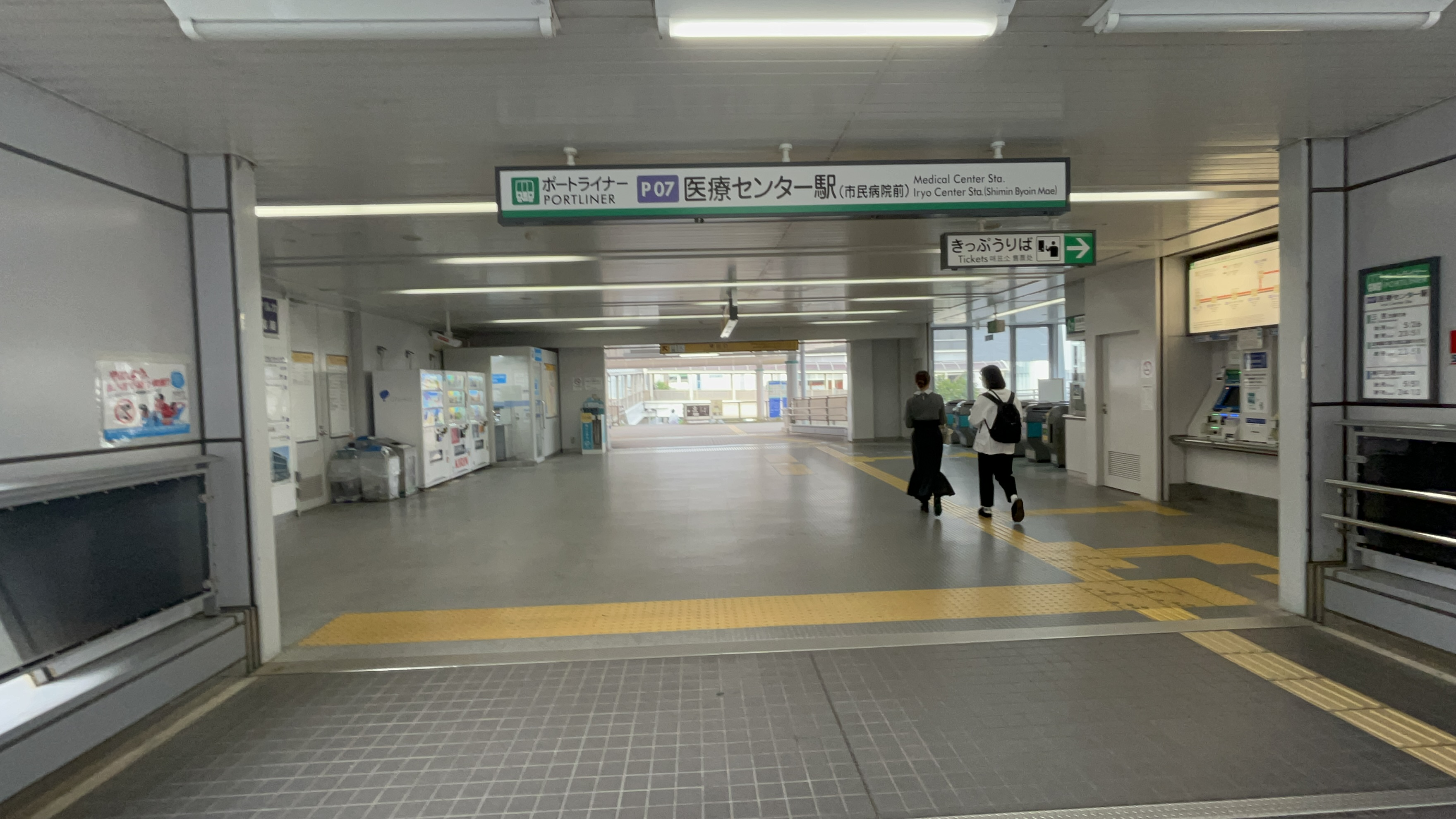
西出入口（2024年4月）

## 歷史
- 2006年（平成18年）2月2日 ： 隨著港灣人工島線延伸，本站開業，當時的站名為尖端醫療中心前站（先端医療センター前駅）[1]（建設時的暫時名稱為「PI二期北站」）。
- 2011年（平成23年）7月1日 ： 改稱為醫療中心站[1][3]。同時加上副站名「市民醫院前」[2]。

## 車站構造

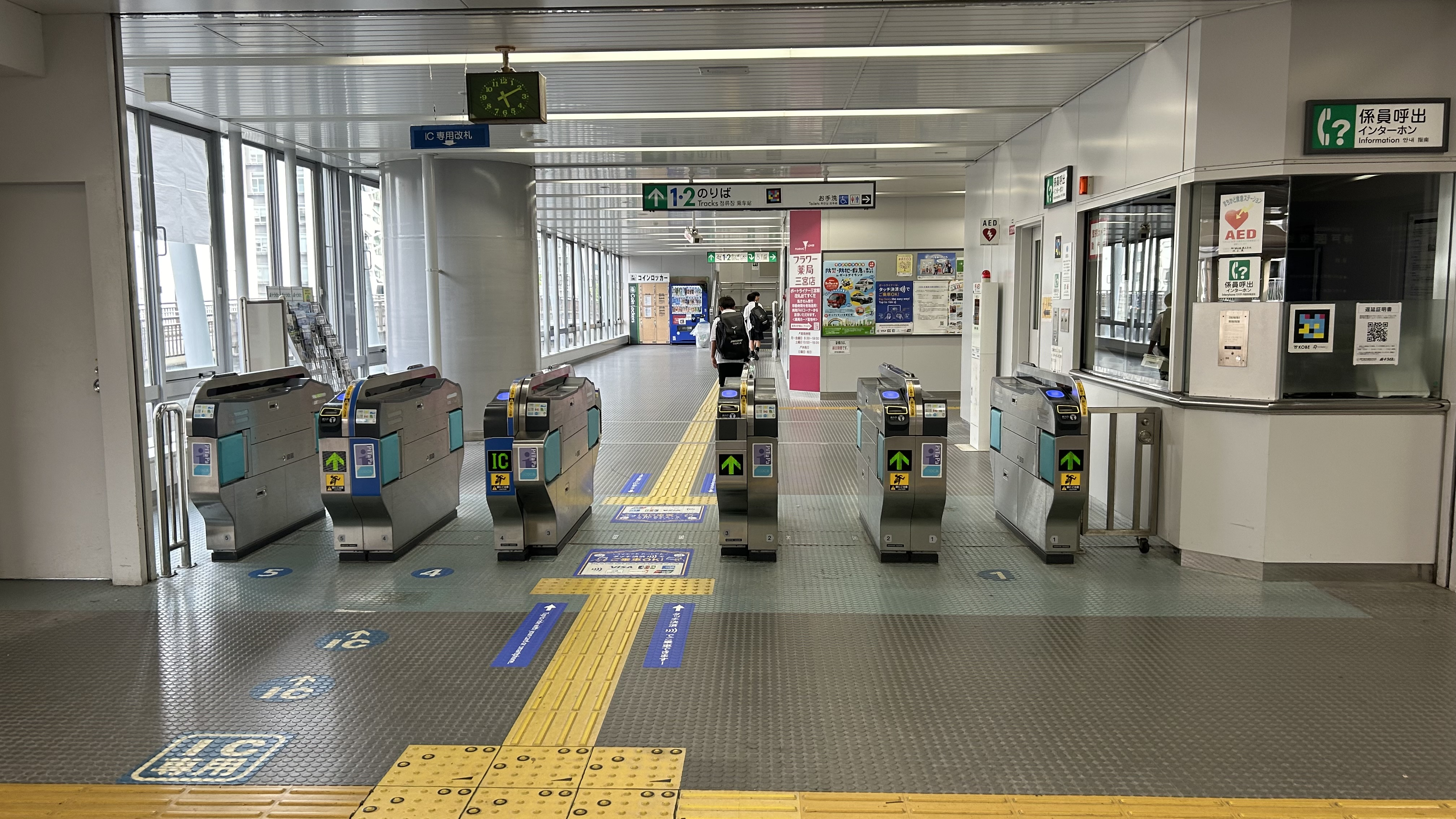
檢票口（2024年4月）

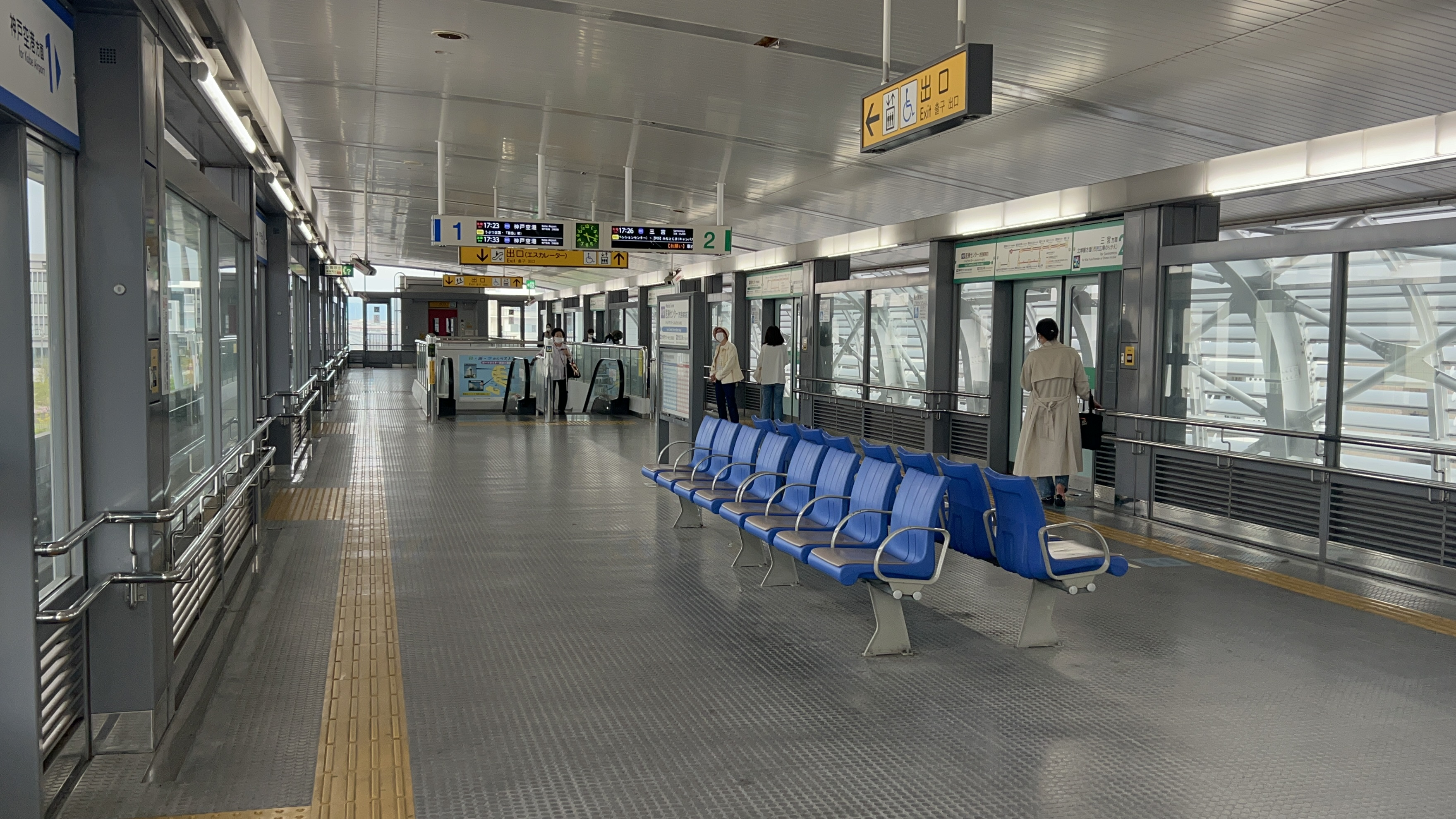
月台（2024年4月）

島式月台1面2線的高架車站。車站2樓為大廳，3樓為月台。車站西側為尖端醫療中心，為了不讓站內乘客直接看見醫院內部、保護病患隱私，西側有格狀的構造遮擋。站內設有電梯、電扶梯、多功能廁所、AED、投幣式保管箱。
| 月台 | 路線          | 目的地           |
| ---- | ------------- | ---------------- |
| 1    | ■港灣人工島線 | 往 神戶機場      |
| 2    | ■港灣人工島線 | 往 三宮 / 北埠頭 |

## 使用狀況
2019年度1日平均上車人次為7,503人，在神戶新交通的車站中排名第5，港灣人工島線中排名第3。
開業以來年度別1日平均上車人次統計如下表。
| 年度               | 1日平均 上車人次 |
| ------------------ | ---------------- |
| 2005年（平成17年） | 1,845            |
| 2006年（平成18年） | 1,712            |
| 2007年（平成19年） | 2,090            |
| 2008年（平成20年） | 2,593            |
| 2009年（平成21年） | 3,170            |
| 2010年（平成22年） | 3,510            |
| 2011年（平成23年） | 5,342            |
| 2012年（平成24年） | 6,014            |
| 2013年（平成25年） | 6,296            |
| 2014年（平成26年） | 6,688            |
| 2015年（平成27年） | 6,822            |
| 2016年（平成28年） | 7,055            |
| 2017年（平成29年） | 7,468            |
| 2018年（平成30年） | 7,548            |
| 2019年（令和元年） | 7,503            |

## 車站周邊
本站與計算科學中心站周邊被規劃為神戶醫療產業都市，有許多研究設施。

| - 神戶市立醫療中心中央市民醫院（2011年7月移轉至此） - 市民醫院前大樓 - 神戶KIMEC中心大廈 (KIMEC) - 麻醉博物館 - 尖端醫療中心 (IBRI) - 神戶臨床研究情報中心 (TRI) - 國際醫療開發中心 (IMDA) - 集群推進中心 - 神戶生物醫學創造中心 (BMA) - 神戶混合業務中心 (KHBC) | - 理化學研究所 神戶事業所 - 多細胞系統形成研究中心 (CDB) - 生命系統研究中心 (QBiC) - 融合創新推進大樓 (IIB) - 神戶MI R&D中心 - 神戶國際商務中心 (KIBC) - 神戶健康產業開發中心 (HI-DEC) - 神戶醫療設備開發中心 (MEDDEC) |

- 神戶育成中心 (KIO)
- 港灣職業能力開發短期大學校神戶校
- 中央綠地
- 神戶大學統合研究據點
- 兵庫縣立大學情報科學校區
- 甲南大學前研科學學部

### 公車路線
可搭乘神姬巴士。
醫療中心前站（車站南側）
- 往 MOL
- 往 三宮（SOGO前）
- 往 中央市民醫院
- 往 神戶站南口

中央市民醫院站（車站北側）
- 往 三宮（SOGO前）
- 往 KIO／MOL (經過IKEA神戶)
- 往 神戶站南口

港島南町3丁目站（車站西側）
- 往 神戶站南口
- 往 中央市民醫院

## 相鄰車站
神戶新交通
港灣人工島線
市民廣場（P06）－醫療中心（P07）－計算科學中心（P08）

## 外部連結
- 醫療中心站 （页面存档备份，存于） - 神戶新交通